# إيغور جيليتش
إيغور جيليتش هو لاعب كرة قدم صربي في مركز الوسط، ولد في 28 ديسمبر 1989 في بوستوينا في سلوفينيا. لعب مع نادي أو إف كيه بيوغراد ونادي زستافوني.

## وصلات خارجية
- إيغور جيليتش على موقع قاعدة بيانات كرة القدم.إي يو (الإنجليزية)
- إيغور جيليتش على موقع Soccerway.com (الإنجليزية)